# Coryphantha kracikii
Coryphantha kracikii es una especie de planta suculenta perteneciente al género Coryphantha, dentro de la familia Cactaceae. Es endémica del noreste de México (concretamente del estado mexicano de Durango).

## Descripción

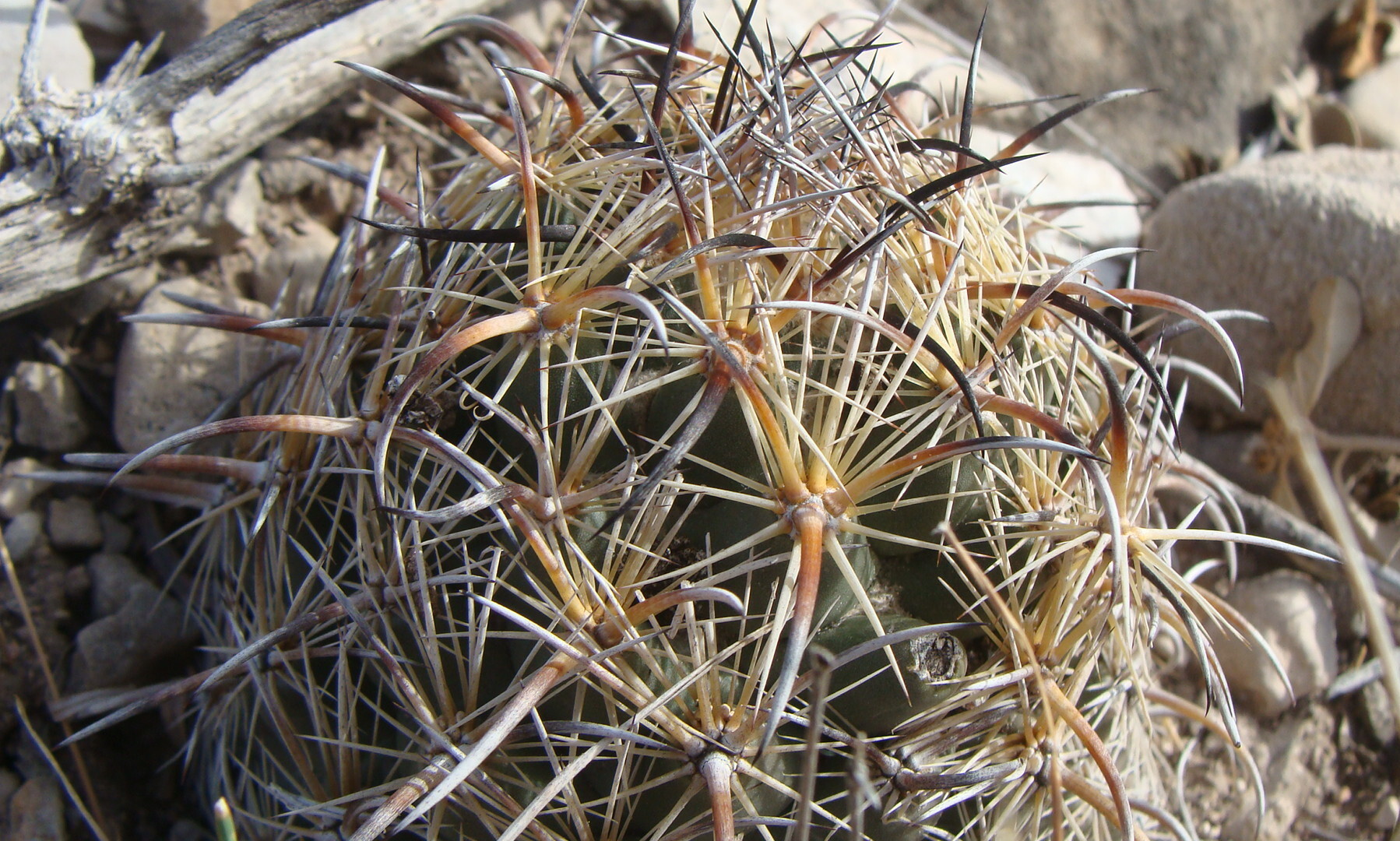
Detalle de las espinas

Coryphantha kracikii es una especie de cactus de tallo solitario que está densamente cubierto de espinas. Su forma va de esférica a columnar corta, con el ápice deprimido y la epidermis de color verde grisáceo. Mide hasta 17 cm de alto y unos 9 cm de diámetro.
Los tallos están cubiertos de tubérculos cilíndricos cónicos, miden de 1,2 a 1,6 cm de largo y tienen una base de 2,4 cm de ancho. Son surcados, están recortados de forma retorcida y sus axilas inicialmente están cubiertas de lana blanca.
En la punta de los tubérculos se asientan areolas redondas de 4 mm de ancho. Tienen de 5 a 8 espinas centrales salientes y ligeramente curvadas. Miden hasta 2,5 cm de largo y aunque inicialmente son negras con la punta más clara, con el tiempo se vuelven grises. También tienen de 24 a 26 espinas radiales aciculares de color cuerno claro a oscuro, de hasta 1,5 cm de largo. De ellas, las 12 a 18 superiores están algo agrupados, son de color blanco con la punta más oscura y pueden llegar a medir hasta 2,5 cm de largo.

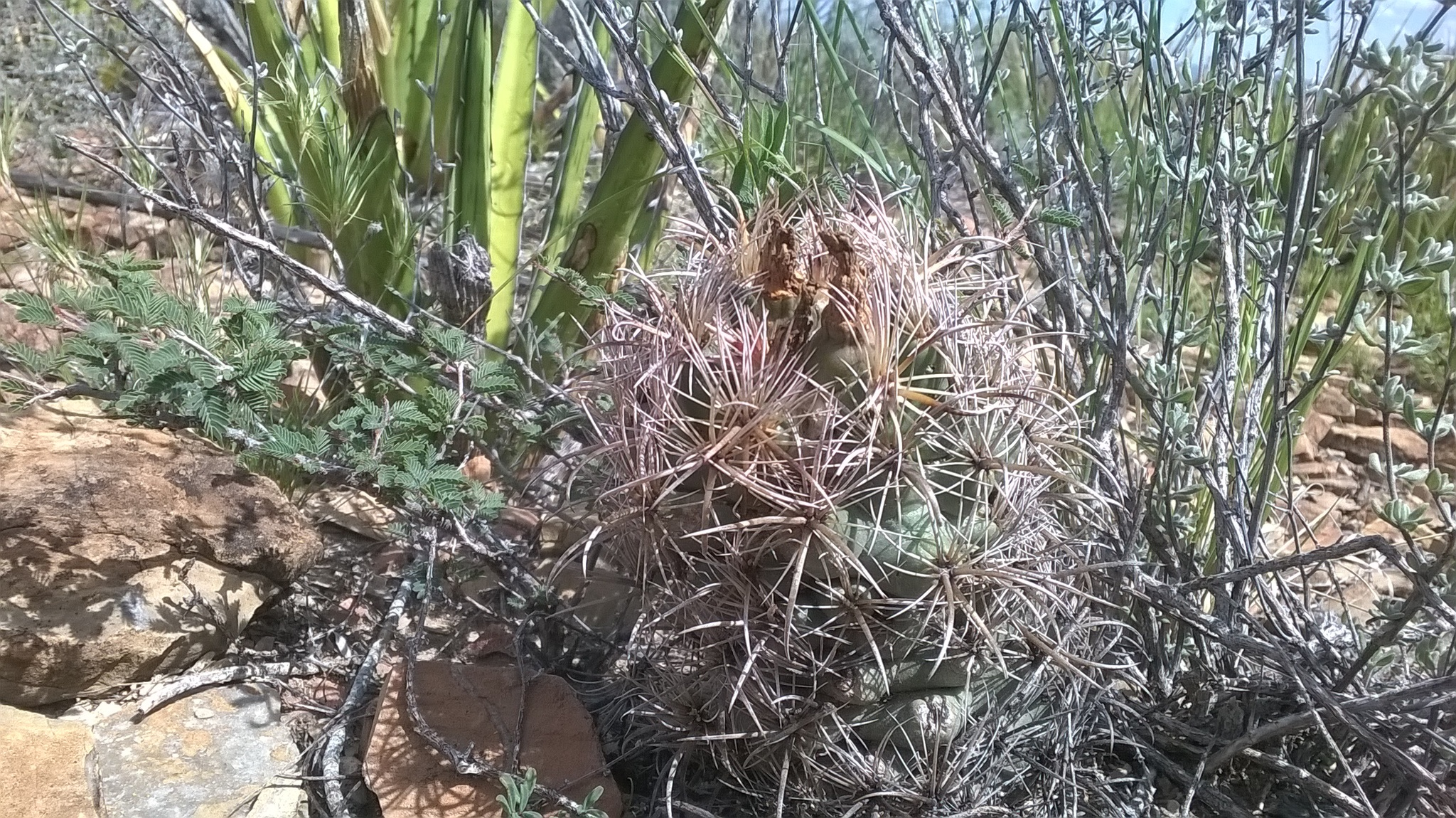
Detalle del fruto

Las flores son de color amarillo con la garganta roja y miden de 4 a 8 cm de diámetro. Los frutos son de color verde oliva con la base más clara y tienen remanentes florales. Son jugosos, tienen longitudes de hasta 2,5 cm y diámetros de hasta 1,5 cm. Las semillas son reniformes y de color pardo brillante. Miden hasta 1,8 mm de largo y 1 mm de ancho.

## Distribución y hábitat

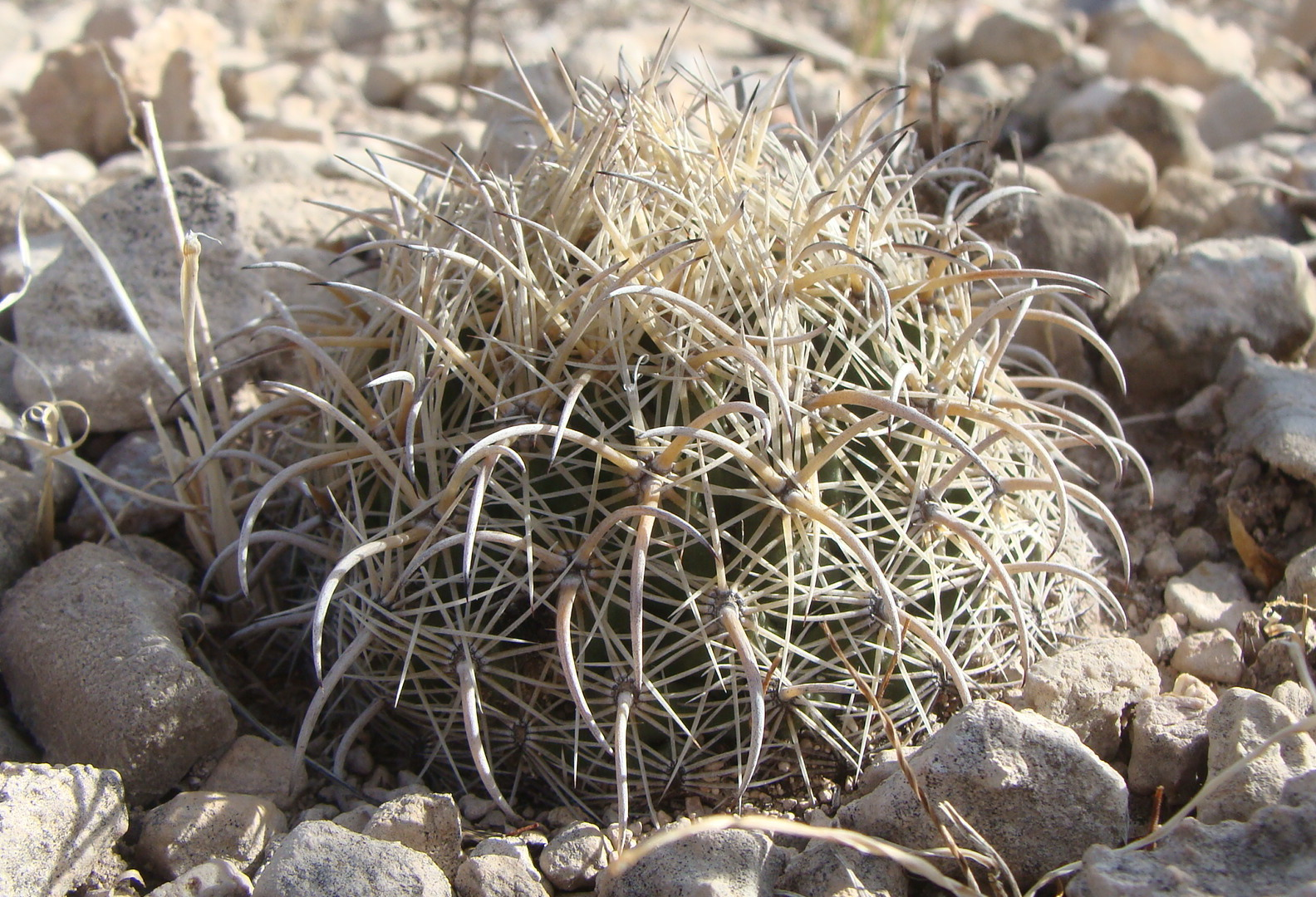
Planta en su hábitat

El área de distribución nativa de esta especie es noreste de México (concretamente del estado mexicano de Durango) y crece principalmente en biomas desérticos o de matorral seco, a unos 1400 metros de altitud.
Se desarrolla en suelos calcáreos y pedregosos junto a otras suculentas como: Ferocactus hamatacanthus, Mammillaria pottsii, Ferocactus uncinatus, Sclerocactus unguispinus, Echinocactus horizonthalonius y Yucca rostrata.

## Taxonomía
Coryphantha kracikii fue descrita por los botánicos Josef Jakob Halda, J. Chalupa y Petr Kupčák y publicada por primera vez en la revista científica Cactaceae etc. (Bratislava) 12: 12 en 2002.
Etimología
- Coryphantha: nombre genérico que deriva del griego coryphe (que significa 'cima' o 'cabeza'), y anthos (que significa 'flor'), haciendo referencia a que las flores aparecen en el ápice de los tallos.
- kracikii: epíteto específico otorgado en honor al coleccionista e investigador de cactáceas checo Karel Kracík.[6]

## Estado de conservación
En la Lista Roja de Especies Amenazadas de la UICN, la especie está clasificada como de “Datos insuficientes (DD)” y no hay información sobre amenazas conocidas.

## Usos
Se cultiva principalmente como planta ornamental y su propagación se realiza a través de semillas. Es de crecimiento lento y necesita entre 8 y 12 años para alcanzar su porte típico y definido.